# 神村
神村（かむら）は、広島県沼隈郡にあった村。現在の福山市神村町にあたる。

## 地理
- 河川：羽原川、鍋田川[2]

## 歴史
- 1889年（明治22年）4月1日、町村制の施行により、沼隈郡神村が単独で村制施行し、神村が発足[1][2]。
- 1954年（昭和29年）3月31日、沼隈郡松永町、金江村、東村、藤江村、本郷村、柳津村と合併し、市制施行して松永市を新設して廃止された[1][2]。

### 地名の由来
崇神天皇54年天照大神を当地（吉備名方浜）に移し4年間奉斎した宮址であるため。

## 産業
- 農業、畳表、養蚕[2]
- 1896年（明治29年）沼隈製糸合資会社設立[2]
- 1916年（大正5年）合資会社信栄社設立[2]

## 教育
- 1891年（明治24年）第四尋常小学校が神村東尋常小学校、神村西尋常小学校となり、1894年（明治27年）両校を合併[2]。以後、1907年（明治40年）神村尋常高等小学校、1908年（明治41年）神村尋常小学校、1921年（大正10年）神村尋常高等小学校と変遷[2]。

## 名所・旧跡
- 今伊勢宮[2]